# Puchar Czech w piłce siatkowej mężczyzn (2024/2025)
Chance Puchar Czech w piłce siatkowej mężczyzn 2024/2025 (cz. Chance Český pohár ve volejbalu mužů 2024/2025) – 33. edycja siatkarskiego Pucharu Czech zorganizowana przez Czeski Związek Piłki Siatkowej (Český volejbalový svaz, ČVS). Rozpoczęła się 7 września 2024 roku. W rozgrywkach brały udział kluby z extraligi, 1. ligi i 2. ligi.
Rozgrywki składały się z dwóch rund wstępnych, 1/8 finału, ćwierćfinałów oraz turnieju finałowego, w ramach którego rozegrano półfinały oraz finał. W 1. rundzie drużyny rywalizowały w grupach, pozostałe rundy rozgrywane były w formule pucharowej.
Turniej finałowy odbył się w dniach 21-22 lutego 2025 roku w hali sportowej w Czeskich Budziejowicach. Po raz pierwszy Puchar Czech zdobył VK Lvi Praha, który w finale pokonał VK ČEZ Karlovarsko. Najlepszym zawodnikiem (MVP) finału został wybrany David Kollátor.
Sponsorem tytularnym Pucharu Czech było przedsiębiorstwo bukmacherskie Chance.

## System rozgrywek
Rozgrywki o Puchar Czech w sezonie 2024/2025 składały się z: dwóch rund wstępnych, 1/8 finału, ćwierćfinałów oraz turnieju finałowego.
W 1. rundzie uczestniczyły zespoły grające w 1. i 2. lidze. Drużyny podzielone zostały na sześć grup (A-F), biorąc pod uwagę położenie geograficzne. W poszczególnych grupach zespoły rozegrały ze sobą po jednym spotkaniu. Zwycięzcy poszczególnych grup awansowali do 2. rundy.
W 2. rundzie dołączyły zespoły z extraligi, z wyjątkiem półfinalistów Pucharu Czech w sezonie 2023/2024, którzy udział w rozgrywkach rozpoczęli od ćwierćfinałów. Zwycięzcy w parach ćwierćfinałowych awansowali do turnieju finałowego. W ćwierćfinałach drużyny w parach rozegrały dwumecze. O awansie decydowała liczba zdobytych punktów. Za zwycięstwo 3:0 lub 3:1 zespół otrzymywał 3 punkty, za zwycięstwo 3:2 – 2 punkty, za porażkę 2:3 – 1 punkt, natomiast za porażkę 1:3 lub 0:3 – 0 punktów. Jeżeli po rozegraniu dwumeczu obie drużyny miały taką samą liczbę punktów, grany był tzw. złoty set do 15 punktów z konieczną przewagą co najmniej dwóch punktów jednego zespołu. Turniej finałowy obejmował półfinały i finał. Zwycięzcy półfinałów rozegrali finałowe spotkanie o Puchar Czech.
Przed 2. rundą i 1/8 finału przeprowadzono losowanie wyłaniające pary meczowe. W 2. rundzie drużyny, które awansowały z 1. rundy, dolosowywane były (o ile to możliwe) do zespołów z extraligi, natomiast w ćwierćfinałach zespoły, które awansowały z 1/8 finału do półfinalistów Pucharu Czech w sezonie 2023/2024. Losowanie par 2. rundy odbyło się 20 września, natomiast 1/8 finału, ćwierćfinałów i półfinałów – 8 października. 
Gospodarzami meczów w 2. rundzie i 1/8 finału były zespoły nierozstawione. W ćwierćfinałach gospodarzami pierwszych meczów były drużyny nierozstawione.

## Drużyny uczestniczące
W Pucharze Czech w sezonie 2024/2025 uczestniczyły 32 drużyny.
| ČEZ extraliga (13 drużyn)     | ČEZ extraliga (13 drużyn) |
| ----------------------------- | ------------------------- |
| Aero Odolena Voda             | półfinał                  |
| Black Volley Beskydy          | ćwierćfinał               |
| Kladno volejbal.cz            | ćwierćfinał               |
| SKV Ústí nad Labem            | 1/8 finału                |
| VK Benátky nad Jizerou        | 2. runda                  |
| VK ČEZ Karlovarsko            | finał                     |
| VK Dukla Liberec              | 1/8 finału                |
| VK Jihostroj České Budějovice | półfinał                  |
| VK Lvi Praha                  | zwycięstwo                |
| VK Ostrava                    | ćwierćfinał               |
| VK Trox Příbram               | 1/8 finału                |
| Volejbal Brno                 | 1/8 finału                |
| VSC Fatra Zlín                | 2. runda                  |

| 1. liga (10 drużyn)       | 1. liga (10 drużyn) |
| ------------------------- | ------------------- |
| Black Volley Beskydy B    | 1. runda            |
| SK Kojetín 2016           | 2. runda            |
| SK Volejbal Kolín         | 2. runda            |
| TJ Holubice               | 2. runda            |
| TJ Slavia Hradec Králové  | ćwierćfinał         |
| TJ Sokol Bučovice         | 2. runda            |
| TJ Sokol Dobřichovice     | 1. runda            |
| TJ Spartak Velké Meziříčí | 1. runda            |
| VK EGE České Budějovice   | 1. runda            |
| VSK MFF UK Praha          | 2. runda            |

| 2. liga (9 drużyn)        | 2. liga (9 drużyn) |
| ------------------------- | ------------------ |
| Kladno volejbal.cz B      | 1. runda           |
| SK Kojetín 2016 B         | 1. runda           |
| TJ Jiskra Havlíčkův Brod  | 1. runda           |
| TJ Sokol Letovice         | 1. runda           |
| TJ Sokol Šlapanice u Brna | 1. runda           |
| USK Slavia Plzeň          | 1. runda           |
| VK ČEZ Karlovarsko B      | 2. runda           |
| Vlci Nový Jičín           | 1. runda           |
| VS Drásov                 | 1. runda           |

## Rozgrywki
Godziny do 27 października 2024 roku podane są według strefy czasowej UTC+2, a od 27 października 2024 roku – według strefy czasowej UTC+1.

### 1. runda

#### Grupa A
Tabela
| Lp. | Drużyna                 | Pkt | Mecze | Mecze   | Mecze   | Sety | Sety | Sety  | Małe punkty | Małe punkty | Małe punkty |
| Lp. | Drużyna                 | Pkt | M     | W (3:2) | P (2:3) | wyg. | prz. | ratio | zdob.       | str.        | ratio       |
| --- | ----------------------- | --- | ----- | ------- | ------- | ---- | ---- | ----- | ----------- | ----------- | ----------- |
| 1   | VSK MFF UK Praha        | 6   | 2     | 2 (0)   | 0 (0)   | 6    | 1    | 6.000 | 181         | 165         | 1.097       |
| 2   | USK Slavia Plzeň        | 3   | 2     | 1 (0)   | 1 (0)   | 4    | 3    | 1.333 | 174         | 161         | 1.081       |
| 3   | VK EGE České Budějovice | 0   | 2     | 0 (0)   | 2 (0)   | 0    | 6    | 0.000 | 124         | 153         | 0.810       |

Źródło: 
Punktacja: 3:0 i 3:1 – 3 pkt; 3:2 – 2 pkt; 2:3 – 1 pkt; 1:3 i 0:3 – 0 pkt
Zasady ustalania kolejności: 1. liczba punktów; 2. liczba zwycięstw; 3. stosunek setów; 4. stosunek małych punktów; 5. bilans w bezpośrednich meczach
Wyniki spotkań
| 14 września 202410:00 Źródło: | VK EGE České Budějovice | 0:3(13:25, 24:26, 20:25) | USK Slavia Plzeň | ZŠ Oskara Nedbala, Czeskie Budziejowice Sędzia: Marek Petrovič i Roman Biskup |
| 14 września 202410:00 Źródło: |                         | 0:3(13:25, 24:26, 20:25) |                  | ZŠ Oskara Nedbala, Czeskie Budziejowice Sędzia: Marek Petrovič i Roman Biskup |

| 14 września 202413:30 Źródło: | USK Slavia Plzeň | 1:3(30:28, 24:26, 21:25, 23:25) | VSK MFF UK Praha | ZŠ Oskara Nedbala, Czeskie Budziejowice Sędzia: Roman Biskup i František Peller |
| 14 września 202413:30 Źródło: |                  | 1:3(30:28, 24:26, 21:25, 23:25) |                  | ZŠ Oskara Nedbala, Czeskie Budziejowice Sędzia: Roman Biskup i František Peller |

| 14 września 202417:00 Źródło: | VK EGE České Budějovice | 0:3(25:27, 20:25, 22:25) | VSK MFF UK Praha | ZŠ Oskara Nedbala, Czeskie Budziejowice Sędzia: František Peller i Marek Petrovič |
| 14 września 202417:00 Źródło: |                         | 0:3(25:27, 20:25, 22:25) |                  | ZŠ Oskara Nedbala, Czeskie Budziejowice Sędzia: František Peller i Marek Petrovič |

#### Grupa B
Tabela
| Lp. | Drużyna               | Pkt | Mecze | Mecze   | Mecze   | Sety | Sety | Sety  | Małe punkty | Małe punkty | Małe punkty |
| Lp. | Drużyna               | Pkt | M     | W (3:2) | P (2:3) | wyg. | prz. | ratio | zdob.       | str.        | ratio       |
| --- | --------------------- | --- | ----- | ------- | ------- | ---- | ---- | ----- | ----------- | ----------- | ----------- |
| 1   | VK ČEZ Karlovarsko B  | 4   | 2     | 1 (0)   | 1 (1)   | 5    | 3    | 1.667 | 181         | 164         | 1.104       |
| 2   | TJ Sokol Dobřichovice | 3   | 2     | 1 (1)   | 1 (1)   | 5    | 5    | 1.000 | 208         | 211         | 0.986       |
| 3   | Kladno volejbal.cz B  | 2   | 2     | 1 (1)   | 1 (0)   | 3    | 5    | 0.600 | 168         | 182         | 0.923       |

Źródło: 
Punktacja: 3:0 i 3:1 – 3 pkt; 3:2 – 2 pkt; 2:3 – 1 pkt; 1:3 i 0:3 – 0 pkt
Zasady ustalania kolejności: 1. liczba punktów; 2. liczba zwycięstw; 3. stosunek setów; 4. stosunek małych punktów; 5. bilans w bezpośrednich meczach
Wyniki spotkań
| 7 września 202410:00 Źródło: | Kladno volejbal.cz B | 0:3(18:25, 23:25, 22:25) | VK ČEZ Karlovarsko B | Kladenská sportovní hala, Kladno Sędzia: Roman Marschner i Patrik Koutník |
| 7 września 202410:00 Źródło: |                      | 0:3(18:25, 23:25, 22:25) |                      | Kladenská sportovní hala, Kladno Sędzia: Roman Marschner i Patrik Koutník |

| 7 września 202413:30 Źródło: | VK ČEZ Karlovarsko B | 2:3(25:17, 22:25, 23:25, 25:19, 11:15) | TJ Sokol Dobřichovice | Kladenská sportovní hala, Kladno Sędzia: Patrik Koutník i Roman Marschner |
| 7 września 202413:30 Źródło: |                      | 2:3(25:17, 22:25, 23:25, 25:19, 11:15) |                       | Kladenská sportovní hala, Kladno Sędzia: Patrik Koutník i Roman Marschner |

| 7 września 202417:00 Źródło: | Kladno volejbal.cz B | 3:2(25:23, 18:25, 22:25, 25:22, 15:12) | TJ Sokol Dobřichovice | Kladenská sportovní hala, Kladno Sędzia: Roman Marschner i Patrik Koutník |
| 7 września 202417:00 Źródło: |                      | 3:2(25:23, 18:25, 22:25, 25:22, 15:12) |                       | Kladenská sportovní hala, Kladno Sędzia: Roman Marschner i Patrik Koutník |

#### Grupa C
Tabela
| Lp. | Drużyna                   | Pkt | Mecze | Mecze   | Mecze   | Sety | Sety | Sety  | Małe punkty | Małe punkty | Małe punkty |
| Lp. | Drużyna                   | Pkt | M     | W (3:2) | P (2:3) | wyg. | prz. | ratio | zdob.       | str.        | ratio       |
| --- | ------------------------- | --- | ----- | ------- | ------- | ---- | ---- | ----- | ----------- | ----------- | ----------- |
| 1   | SK Volejbal Kolín         | 6   | 2     | 2 (0)   | 0 (0)   | 6    | 1    | 6.000 | 172         | 125         | 1.376       |
| 2   | TJ Spartak Velké Meziříčí | 3   | 2     | 1 (0)   | 1 (0)   | 3    | 3    | 1.000 | 135         | 141         | 0.957       |
| 3   | TJ Jiskra Havlíčkův Brod  | 0   | 2     | 0 (0)   | 2 (0)   | 1    | 6    | 0.167 | 133         | 174         | 0.764       |

Źródło: 
Punktacja: 3:0 i 3:1 – 3 pkt; 3:2 – 2 pkt; 2:3 – 1 pkt; 1:3 i 0:3 – 0 pkt
Zasady ustalania kolejności: 1. liczba punktów; 2. liczba zwycięstw; 3. stosunek setów; 4. stosunek małych punktów; 5. bilans w bezpośrednich meczach
Wyniki spotkań
| 14 września 202410:00 Źródło: | TJ Jiskra Havlíčkův Brod | 0:3(22:25, 19:25, 25:27) | TJ Spartak Velké Meziříčí | Sportovní hala, Havlíčkův Brod Sędzia: Petr Pochop i Michal Kostka |
| 14 września 202410:00 Źródło: |                          | 0:3(22:25, 19:25, 25:27) |                           | Sportovní hala, Havlíčkův Brod Sędzia: Petr Pochop i Michal Kostka |

| 14 września 202413:30 Źródło: | TJ Spartak Velké Meziříčí | 0:3(23:25, 19:25, 16:25) | SK Volejbal Kolín | Sportovní hala, Havlíčkův Brod Sędzia: Michal Kostka i Petr Pochop |
| 14 września 202413:30 Źródło: |                           | 0:3(23:25, 19:25, 16:25) |                   | Sportovní hala, Havlíčkův Brod Sędzia: Michal Kostka i Petr Pochop |

| 14 września 202417:00 Źródło: | TJ Jiskra Havlíčkův Brod | 1:3(13:25, 25:22, 9:25, 20:25) | SK Volejbal Kolín | Sportovní hala, Havlíčkův Brod Sędzia: Petr Pochop i Michal Kostka |
| 14 września 202417:00 Źródło: |                          | 1:3(13:25, 25:22, 9:25, 20:25) |                   | Sportovní hala, Havlíčkův Brod Sędzia: Petr Pochop i Michal Kostka |

#### Grupa D
Tabela
| Lp. | Drużyna                   | Pkt | Mecze | Mecze   | Mecze   | Sety | Sety | Sety  | Małe punkty | Małe punkty | Małe punkty |
| Lp. | Drużyna                   | Pkt | M     | W (3:2) | P (2:3) | wyg. | prz. | ratio | zdob.       | str.        | ratio       |
| --- | ------------------------- | --- | ----- | ------- | ------- | ---- | ---- | ----- | ----------- | ----------- | ----------- |
| 1   | TJ Sokol Bučovice         | 6   | 2     | 2 (0)   | 0 (0)   | 6    | 1    | 6.000 | 174         | 123         | 1.415       |
| 2   | VS Drásov                 | 2   | 2     | 1 (1)   | 1 (0)   | 3    | 5    | 0.600 | 162         | 185         | 0.876       |
| 3   | TJ Sokol Šlapanice u Brna | 1   | 2     | 0 (0)   | 2 (1)   | 3    | 6    | 0.500 | 185         | 213         | 0.869       |

Źródło: 
Punktacja: 3:0 i 3:1 – 3 pkt; 3:2 – 2 pkt; 2:3 – 1 pkt; 1:3 i 0:3 – 0 pkt
Zasady ustalania kolejności: 1. liczba punktów; 2. liczba zwycięstw; 3. stosunek setów; 4. stosunek małych punktów; 5. bilans w bezpośrednich meczach
Wyniki spotkań
| 14 września 202410:00 Źródło: | TJ Sokol Bučovice | 3:0(25:17, 25:11, 25:20) | VS Drásov | ZŠ Bučovice 710, Bučovice Sędzia: Zdeněk Novák i Jan Šimek |
| 14 września 202410:00 Źródło: |                   | 3:0(25:17, 25:11, 25:20) |           | ZŠ Bučovice 710, Bučovice Sędzia: Zdeněk Novák i Jan Šimek |

| 14 września 202413:30 Źródło: | VS Drásov | 3:2(30:28, 25:19, 21:25, 23:25, 15:13) | TJ Sokol Šlapanice u Brna | ZŠ Bučovice 710, Bučovice Sędzia: Jan Šimek i Zdeněk Novák |
| 14 września 202413:30 Źródło: |           | 3:2(30:28, 25:19, 21:25, 23:25, 15:13) |                           | ZŠ Bučovice 710, Bučovice Sędzia: Jan Šimek i Zdeněk Novák |

| 14 września 202417:00 Źródło: | TJ Sokol Bučovice | 3:1(25:18, 24:26, 25:17, 25:14) | TJ Sokol Šlapanice u Brna | ZŠ Bučovice 710, Bučovice Sędzia: Zdeněk Novák i Jan Šimek |
| 14 września 202417:00 Źródło: |                   | 3:1(25:18, 24:26, 25:17, 25:14) |                           | ZŠ Bučovice 710, Bučovice Sędzia: Zdeněk Novák i Jan Šimek |

#### Grupa E
Tabela
| Lp. | Drużyna           | Pkt | Mecze | Mecze   | Mecze   | Sety | Sety | Sety  | Małe punkty | Małe punkty | Małe punkty |
| Lp. | Drużyna           | Pkt | M     | W (3:2) | P (2:3) | wyg. | prz. | ratio | zdob.       | str.        | ratio       |
| --- | ----------------- | --- | ----- | ------- | ------- | ---- | ---- | ----- | ----------- | ----------- | ----------- |
| 1   | TJ Holubice       | 6   | 2     | 2 (0)   | 0 (0)   | 6    | 1    | 6.000 | 173         | 118         | 1.466       |
| 2   | TJ Sokol Letovice | 3   | 2     | 1 (0)   | 1 (0)   | 4    | 4    | 1.000 | 184         | 181         | 1.017       |
| 3   | SK Kojetín 2016 B | 0   | 2     | 0 (0)   | 2 (0)   | 1    | 6    | 0.167 | 112         | 170         | 0.659       |

Źródło: 
Punktacja: 3:0 i 3:1 – 3 pkt; 3:2 – 2 pkt; 2:3 – 1 pkt; 1:3 i 0:3 – 0 pkt
Zasady ustalania kolejności: 1. liczba punktów; 2. liczba zwycięstw; 3. stosunek setów; 4. stosunek małych punktów; 5. bilans w bezpośrednich meczach
Wyniki spotkań
| 14 września 202410:00 Źródło: | TJ Holubice | 3:1(25:23, 25:21, 23:25, 25:20) | TJ Sokol Letovice | Sportovní hala, Holubice Sędzia: Jiří Pytela i Martin Možnár |
| 14 września 202410:00 Źródło: |             | 3:1(25:23, 25:21, 23:25, 25:20) |                   | Sportovní hala, Holubice Sędzia: Jiří Pytela i Martin Možnár |

| 14 września 202413:30 Źródło: | TJ Sokol Letovice | 3:1(25:21, 25:18, 20:25, 25:19) | SK Kojetín 2016 B | Sportovní hala, Holubice Sędzia: Martin Možnár i Jiří Pytela |
| 14 września 202413:30 Źródło: |                   | 3:1(25:21, 25:18, 20:25, 25:19) |                   | Sportovní hala, Holubice Sędzia: Martin Možnár i Jiří Pytela |

| 14 września 202417:00 Źródło: | TJ Holubice | 3:0(25:14, 25:5, 25:10) | SK Kojetín 2016 B | Sportovní hala, Holubice Sędzia: Jiří Pytela i Martin Možnár |
| 14 września 202417:00 Źródło: |             | 3:0(25:14, 25:5, 25:10) |                   | Sportovní hala, Holubice Sędzia: Jiří Pytela i Martin Možnár |

#### Grupa F
Tabela
| Lp. | Drużyna                | Pkt | Mecze | Mecze   | Mecze   | Sety | Sety | Sety  | Małe punkty | Małe punkty | Małe punkty |
| Lp. | Drużyna                | Pkt | M     | W (3:2) | P (2:3) | wyg. | prz. | ratio | zdob.       | str.        | ratio       |
| --- | ---------------------- | --- | ----- | ------- | ------- | ---- | ---- | ----- | ----------- | ----------- | ----------- |
| 1   | SK Kojetín 2016        | 6   | 2     | 2 (0)   | 0 (0)   | 6    | 1    | 6.000 | 173         | 143         | 1.210       |
| 2   | Black Volley Beskydy B | 3   | 2     | 1 (0)   | 1 (0)   | 3    | 4    | 0.750 | 149         | 159         | 0.937       |
| 3   | Vlci Nový Jičín        | 0   | 2     | 0 (0)   | 2 (0)   | 2    | 6    | 0.333 | 168         | 188         | 0.894       |

Źródło: 
Punktacja: 3:0 i 3:1 – 3 pkt; 3:2 – 2 pkt; 2:3 – 1 pkt; 1:3 i 0:3 – 0 pkt
Zasady ustalania kolejności: 1. liczba punktów; 2. liczba zwycięstw; 3. stosunek setów; 4. stosunek małych punktów; 5. bilans w bezpośrednich meczach
Wyniki spotkań
| 14 września 20249:00 Źródło: | Vlci Nový Jičín | 1:3(22:25, 25:15, 17:25, 20:25) | Black Volley Beskydy B | Sportovní hala ABC, Nowy Jiczyn Sędzia: Zdeněk Grabovský i Lukáš Spáčil |
| 14 września 20249:00 Źródło: |                 | 1:3(22:25, 25:15, 17:25, 20:25) |                        | Sportovní hala ABC, Nowy Jiczyn Sędzia: Zdeněk Grabovský i Lukáš Spáčil |

| 14 września 202412:00 Źródło: | Black Volley Beskydy B | 0:3(23:25, 18:25, 18:25) | SK Kojetín 2016 | Sportovní hala ABC, Nowy Jiczyn Sędzia: Lukáš Spáčil i Zdeněk Grabovský |
| 14 września 202412:00 Źródło: |                        | 0:3(23:25, 18:25, 18:25) |                 | Sportovní hala ABC, Nowy Jiczyn Sędzia: Lukáš Spáčil i Zdeněk Grabovský |

| 14 września 202415:00 Źródło: | Vlci Nový Jičín | 1:3(15:25, 24:26, 25:22, 20:25) | SK Kojetín 2016 | Sportovní hala ABC, Nowy Jiczyn Sędzia: Zdeněk Grabovský i Lukáš Spáčil |
| 14 września 202415:00 Źródło: |                 | 1:3(15:25, 24:26, 25:22, 20:25) |                 | Sportovní hala ABC, Nowy Jiczyn Sędzia: Zdeněk Grabovský i Lukáš Spáčil |

### 2. runda
| 2 października 202418:00 Źródło: | VK ČEZ Karlovarsko B | 1:3(18:25, 11:25, 25:23, 23:25) | VK Dukla Liberec | Střední pedagogická škola, Karlowe Wary Widzów: 204 Sędzia: Patrik Koutník i Lenka Kindermanová |
| 2 października 202418:00 Źródło: |                      | 1:3(18:25, 11:25, 25:23, 23:25) |                  | Střední pedagogická škola, Karlowe Wary Widzów: 204 Sędzia: Patrik Koutník i Lenka Kindermanová |

| 2 października 202417:30 Źródło: | SK Volejbal Kolín | 0:3(21:25, 22:25, 18:25) | VK Trox Příbram | Sportovní hala Borky, Kolín Widzów: 200 Sędzia: Tomáš Kohlmann i Jaromír Motl |
| 2 października 202417:30 Źródło: |                   | 0:3(21:25, 22:25, 18:25) |                 | Sportovní hala Borky, Kolín Widzów: 200 Sędzia: Tomáš Kohlmann i Jaromír Motl |

| 2 października 202418:00 Źródło: | SKV Ústí nad Labem | 3:0(25:20, 25:17, 25:11) | VK Benátky nad Jizerou | Sportcentrum Sluneta, Uście nad Łabą Widzów: brak danych Sędzia: Tomáš Buchar i Adam Lenert |
| 2 października 202418:00 Źródło: |                    | 3:0(25:20, 25:17, 25:11) |                        | Sportcentrum Sluneta, Uście nad Łabą Widzów: brak danych Sędzia: Tomáš Buchar i Adam Lenert |

| 6 października 202418:00 Źródło: | VSK MFF UK Praha | 0:3(17:25, 13:25, 17:25) | VK ČEZ Karlovarsko | Sportovní centrum UK, Praga Widzów: 102 Sędzia: Jakub Činátl i Petr Dušek |
| 6 października 202418:00 Źródło: |                  | 0:3(17:25, 13:25, 17:25) |                    | Sportovní centrum UK, Praga Widzów: 102 Sędzia: Jakub Činátl i Petr Dušek |

| 1 października 202419:00 Źródło: | TJ Sokol Bučovice | 0:3(15:25, 22:25, 18:25) | VK Jihostroj České Budějovice | ZŠ Bučovice 710, Bučovice Widzów: 150 Sędzia: Ladislav Němeček i Tomáš Ostranský |
| 1 października 202419:00 Źródło: |                   | 0:3(15:25, 22:25, 18:25) |                               | ZŠ Bučovice 710, Bučovice Widzów: 150 Sędzia: Ladislav Němeček i Tomáš Ostranský |

| 2 października 202419:00 Źródło: | TJ Holubice | 0:3(21:25, 18:25, 11:25) | Kladno volejbal.cz | Sportovní hala, Holubice Widzów: 85 Sędzia: Miroslav Novák i Jan Šimek |
| 2 października 202419:00 Źródło: |             | 0:3(21:25, 18:25, 11:25) |                    | Sportovní hala, Holubice Widzów: 85 Sędzia: Miroslav Novák i Jan Šimek |

| 2 października 202419:00 Źródło: | SK Kojetín 2016 | 0:3(18:25, 16:25, 30:32) | Volejbal Brno | Sportovní hala, Kojetín Widzów: brak danych Sędzia: Ladislav Němeček i Martin Možnár |
| 2 października 202419:00 Źródło: |                 | 0:3(18:25, 16:25, 30:32) |               | Sportovní hala, Kojetín Widzów: brak danych Sędzia: Ladislav Němeček i Martin Možnár |

| 1 października 202415:30 Źródło: | VK Ostrava | 3:0(27:25, 25:20, 25:21) | VSC Fatra Zlín | Sportovní hala Sareza, Ostrawa Widzów: 50 Sędzia: Jan Kubinec i Lukáš Spáčil |
| 1 października 202415:30 Źródło: |            | 3:0(27:25, 25:20, 25:21) |                | Sportovní hala Sareza, Ostrawa Widzów: 50 Sędzia: Jan Kubinec i Lukáš Spáčil |

### 1/8 finału
| 16 października 202417:00 Źródło: | VK Trox Příbram | 1:3(20:25, 25:21, 17:25, 21:25) | VK Jihostroj České Budějovice | Sportovní hala Příbram, Przybram Widzów: 285 Sędzia: Dušan Rychlík i Dominik Činátl |
| 16 października 202417:00 Źródło: |                 | 1:3(20:25, 25:21, 17:25, 21:25) |                               | Sportovní hala Příbram, Przybram Widzów: 285 Sędzia: Dušan Rychlík i Dominik Činátl |

| 30 października 202419:00 Źródło: | Volejbal Brno | 1:3(18:25, 25:19, 19:25, 18:25) | VK ČEZ Karlovarsko | Hala TJ Sokol Brno I, Brno Widzów: 274 Sędzia: Martin Možnár i Michaela Hladišová |
| 30 października 202419:00 Źródło: |               | 1:3(18:25, 25:19, 19:25, 18:25) |                    | Hala TJ Sokol Brno I, Brno Widzów: 274 Sędzia: Martin Možnár i Michaela Hladišová |

| 23 października 202418:00 Źródło: | SKV Ústí nad Labem | 2:3(13:25, 20:25, 25:20, 25:23, 10:15) | Kladno volejbal.cz | Sportcentrum Sluneta, Uście nad Łabą Widzów: 317 Sędzia: Patrik Koutník i Roman Marschner |
| 23 października 202418:00 Źródło: |                    | 2:3(13:25, 20:25, 25:20, 25:23, 10:15) |                    | Sportcentrum Sluneta, Uście nad Łabą Widzów: 317 Sędzia: Patrik Koutník i Roman Marschner |

| 24 października 202417:30 Źródło: | VK Ostrava | 3:0(25:22, 25:22, 25:15) | VK Dukla Liberec | Sportovní hala Sareza, Ostrawa Widzów: 95 Sędzia: Vlastimil Kovář i Marián Ištvanech |
| 24 października 202417:30 Źródło: |            | 3:0(25:22, 25:22, 25:15) |                  | Sportovní hala Sareza, Ostrawa Widzów: 95 Sędzia: Vlastimil Kovář i Marián Ištvanech |

### Ćwierćfinały
| 22 października 202418:00 Źródło: | VK Jihostroj České Budějovice | 3:1(20:25, 25:21, 25:20, 25:21) | TJ Slavia Hradec Králové | Sportovní hala, Czeskie Budziejowice Widzów: 638 Sędzia: Petr Dušek i Patrik Koutník |
| 22 października 202418:00 Źródło: |                               | 3:1(20:25, 25:21, 25:20, 25:21) |                          | Sportovní hala, Czeskie Budziejowice Widzów: 638 Sędzia: Petr Dušek i Patrik Koutník |

| 5 listopada 202419:00 Źródło: | TJ Slavia Hradec Králové | 3:0(27:25, 25:17, 25:22) | VK Jihostroj České Budějovice | Sportovní hala TJ Slavia, Hradec Králové Widzów: 648 Sędzia: Jiří Olt i Dušan Rychlík |
| 5 listopada 202419:00 Źródło: |                          | 3:0(27:25, 25:17, 25:22) |                               | Sportovní hala TJ Slavia, Hradec Králové Widzów: 648 Sędzia: Jiří Olt i Dušan Rychlík |

| Wynik dwumeczu | TJ Slavia Hradec Králové | 3:3, złoty set: 10:15 | VK Jihostroj České Budějovice |  |
| Wynik dwumeczu |                          | 3:3, złoty set: 10:15 |                               |  |

| 18 grudnia 202418:00 Źródło: | VK ČEZ Karlovarsko | 3:0(25:19, 25:18, 25:15) | Black Volley Beskydy | Hala míčových sportů, Karlowe Wary Widzów: 610 Sędzia: Roman Marschner i Jiří Olt |
| 18 grudnia 202418:00 Źródło: |                    | 3:0(25:19, 25:18, 25:15) |                      | Hala míčových sportů, Karlowe Wary Widzów: 610 Sędzia: Roman Marschner i Jiří Olt |

| 5 stycznia 202519:00 Źródło: | Black Volley Beskydy | 1:3(25:23, 23:25, 20:25, 18:25) | VK ČEZ Karlovarsko | Sportovní hala Třebovice, Ostrawa Widzów: 146 Sędzia: Vlastimil Kovář jun. i Martin Možnár |
| 5 stycznia 202519:00 Źródło: |                      | 1:3(25:23, 23:25, 20:25, 18:25) |                    | Sportovní hala Třebovice, Ostrawa Widzów: 146 Sędzia: Vlastimil Kovář jun. i Martin Možnár |

| Wynik dwumeczu | Black Volley Beskydy | 0:6 | VK ČEZ Karlovarsko |  |
| Wynik dwumeczu |                      | 0:6 |                    |  |

| 4 grudnia 202418:00 Źródło: | Kladno volejbal.cz | 0:3(0:25, 0:25, 0:25) | Aero Odolena Voda | Kladenská sportovní hala, Kladno Widzów: 350 Sędzia: Tomáš Buchar i Patrik Koutník |
| 4 grudnia 202418:00 Źródło: |                    | 0:3(0:25, 0:25, 0:25) |                   | Kladenská sportovní hala, Kladno Widzów: 350 Sędzia: Tomáš Buchar i Patrik Koutník |

| Wynik dwumeczu | Kladno volejbal.cz | -1:3 | Aero Odolena Voda |  |
| Wynik dwumeczu |                    | -1:3 |                   |  |

| 9 stycznia 202517:30 Źródło: | VK Ostrava | 1:3(25:15, 10:25, 25:27, 16:25) | VK Lvi Praha | Sportovní hala Sareza, Ostrawa Widzów: 115 Sędzia: Zdeněk Grabovský i Tomáš Kavala |
| 9 stycznia 202517:30 Źródło: |            | 1:3(25:15, 10:25, 25:27, 16:25) |              | Sportovní hala Sareza, Ostrawa Widzów: 115 Sędzia: Zdeněk Grabovský i Tomáš Kavala |

| 16 stycznia 202518:00 Źródło: | VK Lvi Praha | 3:0(25:20, 25:16, 25:16) | VK Ostrava | UNYP Arena, Praga Widzów: 202 Sędzia: Petr Dušek i Emil Velinov |
| 16 stycznia 202518:00 Źródło: |              | 3:0(25:20, 25:16, 25:16) |            | UNYP Arena, Praga Widzów: 202 Sędzia: Petr Dušek i Emil Velinov |

| Wynik dwumeczu | VK Lvi Praha | 6:0 | VK Ostrava |  |
| Wynik dwumeczu |              | 6:0 |            |  |

### Turniej finałowy

#### Półfinały
| 21 lutego 202517:00 Źródło: | VK Jihostroj České Budějovice | 0:3(26:28, 20:25, 22:25) | VK ČEZ Karlovarsko | Sportovní hala, Czeskie Budziejowice Widzów: 1352 Sędzia: Jan Krtička i Petr Kvarda |
| 21 lutego 202517:00 Źródło: |                               | 0:3(26:28, 20:25, 22:25) |                    | Sportovní hala, Czeskie Budziejowice Widzów: 1352 Sędzia: Jan Krtička i Petr Kvarda |

| 21 lutego 202519:30 Źródło: | Aero Odolena Voda | 0:3(20:25, 23:25, 19:25) | VK Lvi Praha | Sportovní hala, Czeskie Budziejowice Widzów: 625 Sędzia: Petr Dušek i Dušan Rychlík |
| 21 lutego 202519:30 Źródło: |                   | 0:3(20:25, 23:25, 19:25) |              | Sportovní hala, Czeskie Budziejowice Widzów: 625 Sędzia: Petr Dušek i Dušan Rychlík |

#### Finał
| 22 lutego 202519:30 Źródło: | VK ČEZ Karlovarsko | 1:3(18:25, 21:25, 25:21, 23:25) | VK Lvi Praha | Sportovní hala, Czeskie Budziejowice Widzów: 1463 Sędzia: Vlastimil Kovář jun. i Zdeněk Grabovský |
| 22 lutego 202519:30 Źródło: |                    | 1:3(18:25, 21:25, 25:21, 23:25) |              | Sportovní hala, Czeskie Budziejowice Widzów: 1463 Sędzia: Vlastimil Kovář jun. i Zdeněk Grabovský |